# Chimäre (Genetik)

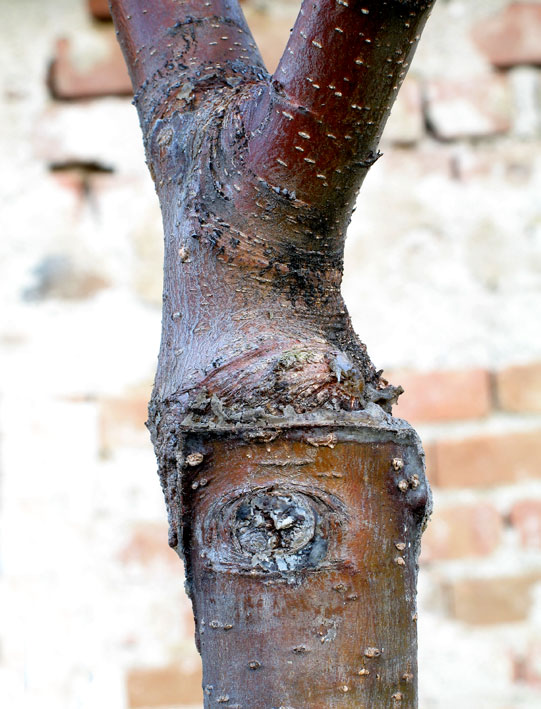
Pfropfung (Geißfußveredelung) bei einem Kirschbaum. Die entstandene Pflanze ist eine Chimäre.

Chimäre nennt man in Medizin und Biologie einen Organismus, der aus genetisch unterschiedlichen Zellen bzw. Geweben aufgebaut ist und dennoch ein einheitliches Individuum darstellt. Die unterschiedlichen Zellen eines solchen chimären Organismus stammen aus verschiedenen befruchteten Eizellen. Ob die unterschiedlichen Zellen von Individuen der gleichen Art oder von verschiedenen Arten stammen, ist für die Definition unerheblich. Die Chimäre muss abgegrenzt werden vom Mosaik, in dem zwar ebenfalls genetisch verschiedene Zellen vorkommen, die aber alle aus derselben befruchteten Eizelle stammen, und vom Arthybriden, der normalerweise aus einer einzigen befruchteten Eizelle stammt, aber Elternteile aus verschiedenen Arten hat, wie das Maultier.
Beim Menschen und anderen Säugetieren sind Blutchimären bekannt, die bei Rindern als Freemartins bezeichnet werden. Sie können bei Schwangerschaften mit mehreiigen Mehrlingen entstehen, wenn sich in der Plazenta Anastomosen bilden. Das Blut der Embryonen vermischt sich untereinander und geht damit auf unterschiedliche Blutstammzellen zurück, neben eigenen auch auf Blutstammzellen der Mehrlingsgeschwister. Grundsätzlich sind in diesen Fällen auch unterschiedliche Blutgruppen möglich.  Auch Allo- oder Xenotransplantationen machen den Organempfänger zur Chimäre.
Bei Pflanzen entstehen Chimären künstlich durch die Veredelung. Besitzen die Zellen einer Chimäre unterschiedliche Ploidie-Grade, etwa nach einer Colchicin-Behandlung, nennt man sie Cytochimären. Aus dem Studium von Pflanzenchimären konnte abgeleitet werden, dass sich bei diesen auch stark genetisch unterschiedliche Zellen und Gewebe zu einem komplexen Organismus vereinen können. Ein Austausch von genetischer Information zwischen den genetisch verschiedenen Zellen der Chimäre findet nach gegenwärtiger Lehrmeinung nicht statt. Für gentechnisch veränderte Tabakpflanzen wurde jedoch 2009 gezeigt, dass nach dem Pfropfen eine Übertragung der Transgene auf Gewebe des anderen Partners in der Nähe der Pfropfstelle möglich ist. Ob eine Übertragung auch in weiteren Fällen möglich ist, bleibt zunächst unklar.

## Wortherkunft und Geschichte
Die Bezeichnung Chimäre leitet sich von einem Mischwesen der griechischen Mythologie ab. Die Chimära ist ein Feuer schnaubendes Ungeheuer, vorn Löwe, in der Mitte Ziege, hinten Drache, das von Bellerophon getötet wurde. Im übertragenen Sinn steht Chimäre oder Schimäre auch für ein Phantasiegebilde, Unding oder Hirngespinst.
Chimären sind zumindest bei Pflanzen schon lange bekannt.  Pietro Nati (latinisiert Petrus Natus) hat 1674 eine in Florenz gefundene Citrus Bizzarria – eine Chimäre aus Zitronatzitrone und Bitterorange – beschrieben. 1875 wurde bei Paris eine Chimäre aus Laburnum anagyroides und Cytisus purpureus bekannt, von der 1907 Eduard Strasburger zeigen konnte, dass es sich nicht um eine Hybride, sondern eine Chimäre handelt. Der Begriff Chimäre wurde von Hans Winkler 1908 geprägt.

## Tierische Chimären
In China wurde 2023 über einen Affen berichtet, der Stammzellen von zwei genetisch unterschiedlichen Individuen entstammte, lebend geboren wurde, doch nach 10 Tagen eingeschläfert wurde. Davor gelang das nur mit kleineren Tieren, etwa Mäusen.

## Menschliche Chimären

### Natürliche und künstliche Chimären
Beim Menschen können Blutchimären natürlich auftreten. Abgesehen von diesen können verschiedene Zelllinien auch verschiedene Organe bilden. In einem bekannten Fall (Lydia Fairchild) stammte die Gebärmutter von einer, der restliche Körper von der anderen Zelllinie.
In der biomedizinischen Forschung werden auch künstliche Tier-Mensch-Embryonen hergestellt. Dabei wird menschliches Erbgut in Eizellen von Tieren eingeführt. Der daraus entstehende Embryo wird als Zytoplasmatischer Hybrid, kurz Cybrid bezeichnet und kann zur Stammzellenforschung verwendet werden. Dieses Verfahren ist ethisch umstritten. Die Gegner fürchten einen Missbrauch, etwa die Züchtung von Zwitterwesen aus Menschen und Tieren. Die Befürworter argumentieren, dass menschliche Eizellen für die Forschung immer knapper und teurer würden. Es sei schwer, genügend Frauen zum Spenden von Eizellen zu finden.
In der Medizin werden bei der Organtransplantation Spenderorgane eines genetisch vom Empfänger verschiedenen Spenders verpflanzt. Da im Körper des Empfängers dadurch Zelllinien aus verschiedenen befruchteten Eizellen zusammenkommen, wird der Empfänger einer Organspende per definitionem ebenfalls zur Chimäre. Der Empfänger einer Bluttransfusion hingegen wird lediglich kurzzeitig zur Chimäre, da die erhaltenen Blutzellen nach einiger Zeit wieder abgebaut werden.

### Britisches Embryonengesetz von 2008
Das britische Unterhaus beschloss am 22. Oktober 2008 ein weitreichendes Embryonengesetz, das die Züchtung von Tier-Mensch-Chimären und von Mensch-Mensch-Chimären erlaubt. Letztere dienen unter anderem zur Erzeugung von so genannten Rettungsgeschwistern. Nachdem das britische Oberhaus dem Gesetz zustimmte, trat es im November 2008 in Kraft.
Dem Gesetz nach müssen die Chimären nach zwei Wochen zerstört werden. Der damalige britische Premierminister Gordon Brown ist ein entschiedener Befürworter des Gesetzes. Sein Sohn Fraser leidet unter Mukoviszidose, einer Krankheit, bei der die Hoffnung besteht, dass sie eines Tages durch Erkenntnisse aus der Embryonenforschung besser behandelt werden kann.

### Mensch-Affe-Chimären
Im Jahr 2021 gelang das Heranwachsen (19 Tage ex vivo, danach kontrollierter Abbruch) von Mensch-Affe-Chimären nach Einbringen menschlicher pluripotenter Stammzellen in Blastocysten von Javaneraffen.

## Intrazelluläre Chimären
Intrazelluläre Chimären enthalten in einer Zelle Kern-, Plastiden- oder Mitochondrien-Genome verschiedener Arten. Dies geschieht etwa experimentell durch Protoplastenfusion, oder bei Hybridbildung bei Arten, in denen Plastiden und Mitochondrien durch beide Elternteile vererbt werden.

## Gen-Chimären
Ein chimärisches Gen besteht aus Teilen, die von zwei oder mehr Vorläufergenen stammen. Sie entstehen durch Exon-Shuffling oder durch Retrotransposition. Das erste entdeckte derartige Gen war das jingwei-Gen in Drosophila teissieri und Drosophila yakuba, das aus den drei Exons des Yellow-emperor-Gens sowie einem vierten Exon, das zu 90 % dem intron-losen Adh-Gen (das die Alkoholdehydrogenase codiert) entspricht, besteht.